# Alex Sirvent
Alejandro Mariano Sirvent Bartón, bardziej znany jako Alex Sirvent (ur. 18 października 1979 roku w Meksyku) – meksykański aktor telewizyjny, piosenkarz, kompozytor i autor tekstu piosenek.
W latach 1996–2000 był członkiem chłopięcej grupy muzycznej Mercurio. Komponował muzykę dla Grupo Jeans, zespołu swojej byłej dziewczyny.
20 czerwca 2010 r. ożenił się z aktorką Ximeną Herrerą.

## Filmografia

### telenowele
- 2001: Przyjaciółki i rywalki (Amigas y rivales) jako
- 2004: Miłość bez granic (Corazones al límite) jako Eduardo Arellano Gómez
- 2005: Powstania (Contra viento y marea) jako José María "Chema"
- 2005: Bajo el mismo techo jako Pablo
- 2007: Madre Luna jako Valentín Aguirre
- 2007–2008: Kocham Johna Querendóna (Yo amo a Juan Querendón) jako Héctor
- 2008–2009: Miłosny nokaut (Un gancho al corazón) jako Rolando Klunder
- 2010: Para Volver a Amar jako Alcides
- 2012: Nieposkromiona miłość (Amor Bravío) jako Rafael Quintana
- 2013: Quiero amarte jako Mauro (joven)
- 2014: La sombra del pasado jako Emanuel[1]
- 2016: Las amazonas jako Fabrizio[1]
- 2017: La Leyenda Del Diamante jako Diego[1]
- 2018: Educando a Nina jako Antonio Aguirre[1]

### Soundtrack
- 2001: Przyjaciółki i rywalki (Amigas y rivales)

1. wykonanie: "No sabes cuánto", "Ellas", "Al ataque feo"
2. słowa piosenek: "No sabes cuánto", "Ellas", "Al ataque feo"

- 2002: Ścieżki miłości (Las Vías del amor)

1. słowa piosenek: "Las Vías del Amor"

- 2004: Corazones al límite

1. wykonanie: "Toma Mi Mano", "Me Vales"
2. słowa piosenek: "Sobreviviré", "Volvamos a Empezar", "Por Calor", "Amando Así", "Toma Mi Mano", "Corazón, Corazón", "Me Vales"

- 2005: Powstania (Contra viento y marea)

1. słowa piosenek: "Santa Rosa Del Mar"

- 2012: Otchłań namiętności (Abismo de pasión)